# Vuelo 491 de Indian Airlines
El vuelo 491 de Indian Airlines fue un vuelo que conectaba Delhi con Bombay con escalas en Jaipur, Udaipur y Aurangabad. El avión, con plena carga, despegó de la pista 09 del aeropuerto de Aurangabad en condiciones de alta temperatura y humedad el 26 de abril de 1993.
Tras comenzar a elevarse al final de la pista, impactó con un cisterna que se encontraba en la autovía situada al final de pista. El tren de aterrizaje izquierdo, el carenado inferior del motor izquierdo y las reversas del mismo impactaron en el lateral izquierdo del camión a una altura de aproximadamente siete pies sobre el nivel de la carretera. A continuación el avión impactó con unos cables de alta tensión a unos 3 km al noreste de la pista y finalmente cayó al suelo.
La causa probable del accidente fue un "error de los pilotos al iniciar tarde la rotación, seguida de una técnica errónea de despegue" y el "fallo de la NAA en regular el tráfico rodado de la autopista durante el horario de vuelos".
Se crearon especulaciones sobre que el camión se encontrase en pista en lugar de en la carretera, pero fueron posteriormente clarificador el Lok Sabha.

## Declaración del ministro de aviación civil y turismo enLok Sabhaal día siguiente
El gobierno ha tenido conocimiento del accidente del vuelo 491 de Indian Airlines el 26 de abril de 1993 en Aurangabad

El avión, con 112 pasajeros y 6 tripulantes, acababa de despegar de Aurangabad rumbo a Bombay. Antes de que pudiera ganar suficiente altura, golpeó con su tren principal un camión alto, cargado con algodón, que pasaba por la carretera próxima al aeropuerto bordeando la valla perimetral este. El tren de aterrizaje se fracturó con el impacto y el avión comenzó a inclinarse a la izquierda. A continuación impactó con un cable de alta tensión y cayó en un campo a unos 7 km del aeropuerto. El avión se fracturó en varios pedazos y comenzó a arder. 

 Mientras 63 personas incluyendo el piloto, el copiloto y otros dos miembros de la tripulación han sobrevivido, es motivo de profunda consternación que 53 pasajeros y 2 miembros de la tripulación han fallecido. 12 de los pasajeros supervivientes, que habían sufrido lesiones, fueron trasladados a hospitales locales; tres de ellos pudieron abandonar el hospital tras recibir una primera asistencia y el resto continúan recuperándose.

He visitado el lugar del accidente con miembros del ministerio y de Indian Airlines y me he reunido con algunos de los pasajeros supervivientes, incluyendo los ingresados en el hospital. El ministro de Maharashtra también ha acudido desde Bombay y el gobierno estatal está implementando todas las medidas de búsqueda y rescate posibles.

Se han establecido puestos de información especial en Delhi, Udaipur, Jaipur, Aurangabad y Bombay para proporcionar información a los familiares de los pasajeros. También se han realizado trámites para que miembros de las familias afectadas de Bombay, Jaipur y Udaipur puedan acudir a Aurangabad.

 La indemnización por fallecimiento en el accidente se pagará a los familiares a razón de 500.000 rupias para adultos y 250.000 rupias para niños.

 La información disponible y la situación actual no llevan a pensar en un sabotaje. Sin embargo, el gobierno ha decidido iniciar una investigación judicial que ayude a sacar a la luz las razones y circunstancias que han provocado el accidente. La DGCA ya ha comenzado con la investigación preliminar.

 El pesar que sentimos con esta triste noticia no puede ser descrito con palabras. Estoy seguro de que Sus Señorías se unirán a mí para compartir el dolor de los familiares de quienes perdieron sus preciosas vidas en este desafortunado incidente.
Ministro de aviación civil y turismo (Shri Ghulam Nabi Azad)